# Turingtestet

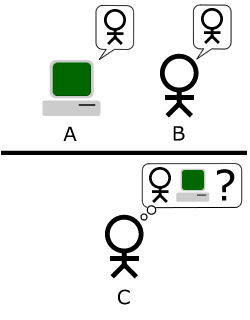
Den "vanliga tolkningen" av Turingtestet, där förhörsledaren har till uppgift att försöka avgöra vilken spelare är en dator och vilken är en människa.

Turingtestet är ett test av artificiell intelligens (AI), utformat av Alan Turing 1950. Testet bygger på frågan han ställde sig: "Kan maskiner tänka?" Han menade att om en människa konverserar med en maskin och inte kan avgöra om det är en maskin eller människa, uppfylls kriteriet för mänsklig intelligens.
Praktiskt går det till så att en person sitter vid en dator i ett isolerat rum och ställer vilka frågor som helst till andra datorer via nätverk. Dessa andra datorer är antingen också bemannade av människor som helt enkelt skriver in svaren för hand, eller datorprogram som automatiskt svarar på frågorna. Om testpersonen efteråt inte kan avgöra vilka respondenter som är människor och vilka som är program sägs de sistnämnda ha klarat testet.
Varje år sedan 1990 hålls Loebner-pristävlingen, en tävling där program med artificiell intelligens testas enligt Turingtestet. Belöningen för det första program som klarar testet är 100 000 dollar och en guldmedalj. Varje år delas 2 000 dollar ut till det mest människolika programmet.
Testet har inget egentligt samband med termen Turingmaskin.